# خاندان تاکدا
خاندان تاکدا (به ژاپنی: 武田氏، Takeda-shi)، یکی از خاندان‌های فعال ژاپن از اواخر دوره هی‌آن (۱۱۸۵–۷۹۴) تا زمان استقرار شوگون‌سالاری توکوگاوا در سال ۱۶۰۳ بود. این خاندان در ولایت کای یا استان یاماناشی امروزی مستقر بود. این خاندان از خاندان کای گنجی منشأ گرفته و شاخه ای از خاندان میناموتو آست. سه شاخه بزرگ از خاندان تاکدا در سراسر ژاپن به همراه چندین شاخه کوچکتر تأسیس شد. به دلیل تأسیس این شاخه‌ها، از خاندان اصلی تاکدا در ولایت کای به عنوان «خاندان کای تاکدا» نیز یاد می‌شود.

## شجره‌نامهخاندان کای گنجی
خاندان کای تاکدا از خاندان کای گنجی منشأ گرفته است.

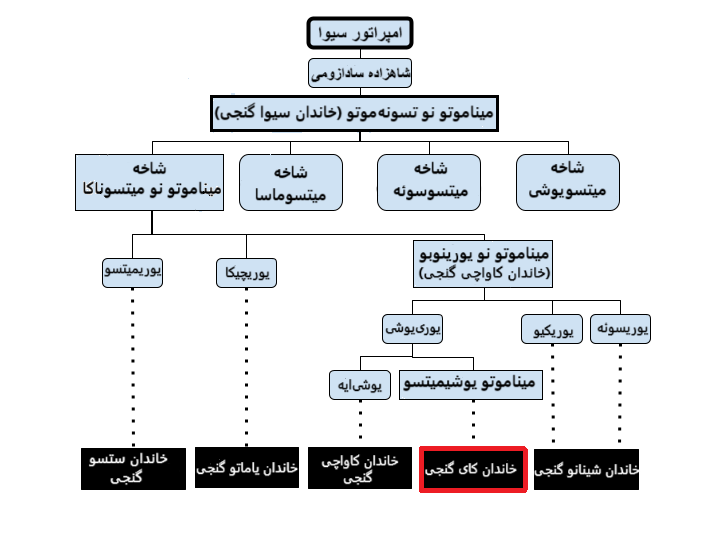
شجره‌نامه خاندان کای. این خاندان از امپراتور سیوا و خاندان میناموتو منشأ گرفته است.

### خاندان اصلی، خاندان کای تاکدا
تاکدا نوبویوشی چهارمین رهبر خاندان کای گنجی، بنیان‌گذار و نخستین رهبر خاندان کای تاکدا بود. دوره زندگی او در زمان درگیری جنگ گنپی بود. در آوریل سال چهارم جیشو (۱۱۸۰)، فرمان پادشاهی شاهزاده موچی‌هیتو صادر شد و به اصطلاح جنگ گنپی آغاز شد، در پاسخ، نوبویوشی نیروهایی را به ناحیه اینا، ولایت شینانو اعزام کرد و بعداً با میناموتو نو یوریتومو نخستین شوگون از شوگون‌سالاری کاماکورا ملاقات کرد و به ولایت سوروگا نقل مکان کرد. او به شایستگی نظامی دست یافت.
نوبویوشی در طول جنگ گنپی با میناموتو نو یوریتومو همکاری کرد. با این حال، یوریتومو به زودی نوبویوشی را از فرمانداری یا شوگوی ولایت سوروگا برکنار کرد و همچنین پسر بزرگ نوبویوشی ایچیجو تادایوری را کشت. گفته می‌شود که این به این دلیل بود که یوریتومو از خاندان کای گنجی می‌ترسید زیرا آنقدر قدرتمند شده بودند که او را تهدید می‌کردند. در نتیجه، برادر کوچکتر تادایوری، تاکدا نوبومیتسو، پنجمین رهبر خاندان کای گنجی و دومین رهبر کای تاکدا شد. نوبومیتسو در سال ۱۲۲۱ به دلیل فعالیت‌های نظامی خود به عنوان فرماندار/شوگوی ولایت آکی منصوب شد.
※ فقط قسمت‌های اصلی لیست شده است.
|                             |                             |                             |                             |                             |                             | میناموتو نو یوشی‌میتسو (نخستین رهبر خاندان کای گنجی) |                                             |                                             |                                             |                                             |                                             |                                  |                                  |                                  |                                  |                                  |                                  |                                 |                                 |                                 |                                 |                                 |                                 |                               |                               |                               |                               |                               |                               |  |  |
|                             |                             |                             |                             |                             |                             |                                                     |                                             |                                             |                                             |                                             |                                             |                                  |                                  |                                  |                                  |                                  |                                  |                                 |                                 |                                 |                                 |                                 |                                 |                               |                               |                               |                               |                               |                               |  |  |
|                             |                             |                             |                             |                             |                             | میناموتو نو یوشیکیو (دومین رهبر خاندان کای گنجی)    |                                             |                                             |                                             |                                             |                                             |                                  |                                  |                                  |                                  |                                  |                                  |                                 |                                 |                                 |                                 |                                 |                                 |                               |                               |                               |                               |                               |                               |  |  |
|                             |                             |                             |                             |                             |                             |                                                     |                                             |                                             |                                             |                                             |                                             |                                  |                                  |                                  |                                  |                                  |                                  |                                 |                                 |                                 |                                 |                                 |                                 |                               |                               |                               |                               |                               |                               |  |  |
|                             |                             |                             |                             |                             |                             | میناموتو نو کیومیتسو (سومین رهبر خاندان کای گنجی)   |                                             |                                             |                                             |                                             |                                             |                                  |                                  |                                  |                                  |                                  |                                  |                                 |                                 |                                 |                                 |                                 |                                 |                               |                               |                               |                               |                               |                               |  |  |
|                             |                             |                             |                             |                             |                             |                                                     |                                             |                                             |                                             |                                             |                                             |                                  |                                  |                                  |                                  |                                  |                                  |                                 |                                 |                                 |                                 |                                 |                                 |                               |                               |                               |                               |                               |                               |  |  |
|                             |                             |                             |                             |                             |                             |                                                     |                                             |                                             |                                             |                                             |                                             |                                  |                                  |                                  |                                  |                                  |                                  |                                 |                                 |                                 |                                 |                                 |                                 |                               |                               |                               |                               |                               |                               |  |  |
| هنمی میتسوناگا (خاندان همی) | هنمی میتسوناگا (خاندان همی) | هنمی میتسوناگا (خاندان همی) | هنمی میتسوناگا (خاندان همی) | هنمی میتسوناگا (خاندان همی) | هنمی میتسوناگا (خاندان همی) | تاکدا نوبویوشی (بنیان‌گذار خاندان کای تاکدا)         | تاکدا نوبویوشی (بنیان‌گذار خاندان کای تاکدا) | تاکدا نوبویوشی (بنیان‌گذار خاندان کای تاکدا) | تاکدا نوبویوشی (بنیان‌گذار خاندان کای تاکدا) | تاکدا نوبویوشی (بنیان‌گذار خاندان کای تاکدا) | تاکدا نوبویوشی (بنیان‌گذار خاندان کای تاکدا) | کاگامی توئومیتسو (خاندان کاگامی) | کاگامی توئومیتسو (خاندان کاگامی) | کاگامی توئومیتسو (خاندان کاگامی) | کاگامی توئومیتسو (خاندان کاگامی) | کاگامی توئومیتسو (خاندان کاگامی) | کاگامی توئومیتسو (خاندان کاگامی) | یاسودا یوشیسادا (خاندان یاسودا) | یاسودا یوشیسادا (خاندان یاسودا) | یاسودا یوشیسادا (خاندان یاسودا) | یاسودا یوشیسادا (خاندان یاسودا) | یاسودا یوشیسادا (خاندان یاسودا) | یاسودا یوشیسادا (خاندان یاسودا) | آساری یوشیتوئو (خاندان آساری) | آساری یوشیتوئو (خاندان آساری) | آساری یوشیتوئو (خاندان آساری) | آساری یوشیتوئو (خاندان آساری) | آساری یوشیتوئو (خاندان آساری) | آساری یوشیتوئو (خاندان آساری) |  |  |

## رهبران خاندان کای شینگن
- نسل اول: تاکدا نوبویوشی (تولد ۱۱۲۸–مرگ ۱۱۸۶)
- نسل دوم: تاکدا نوبومیتسو (تولد ۱۱۶۲–مرگ ۱۲۴۸)
- نسل سوم: تاکدا نوبوماسا (۱۱۹۶–۱۲۶۵)
- نسل چهارم: تاکدا نوبوتوکی (۱۲۲۰–۱۲۸۹)
- نسل پنجم: تاکدا توکی‌تسونا (۱۲۴۵–۱۳۰۷)
- نسل ششم: تاکدا نوبومونه (۱۲۶۹–۱۳۳۰)
- نسل هفتم: تاکدا نوبوتاکه (تولد ۱۲۹۲ - مرگ ۱۳۵۹)
- نسل هشتم: تاکدا نوبوناری (?-۱۳۹۴)
- نسل نهم: تاکدا نوبوهارو (?-۱۴۱۳)
- نسل دهم: تاکدا نوبومیتسو (?-۱۴۱۷)
- نسل یازدهم: تاکدا نوبوشیگه  (۱۳۸۶–۱۴۵۰)
- نسل دوازدهم: تاکدا نوبوموری  (تولد نامشخص -مرگ ۱۴۵۵)
- نسل سیزدهم: تاکدا نوبوماسا (تولد ۱۴۴۷– مرگ ۱۵۰۵)
- نسل چهاردهم: تاکدا نوبوتسونا (۱۴۷۱–۱۵۰۷)
- نسل پانزدهم: تاکدا نوبوتورا (۱۴۹۴–۱۵۷۴)
- نسل شانزدهم: تاکدا شینگن (۱۵۲۱–۱۵۷۳)
- نسل هفدهم: تاکدا کاتسویوری (۱۵۴۶–۱۵۸۲)
- نسل هیجدهم: تاکدا نوبوکاتسو (۱۵۶۷–۱۵۸۲)
- نسل نوزدهم: تاکدا نوبوهارا (۱۵۷۲–۱۵۸۷)
- نسل بیستم: تاکدا نوبویوشی (۱۵۸۳–۱۶۰۳) پسر توکوگاوا ایه‌یاسو
- انقراض

## شاخه‌های کادت

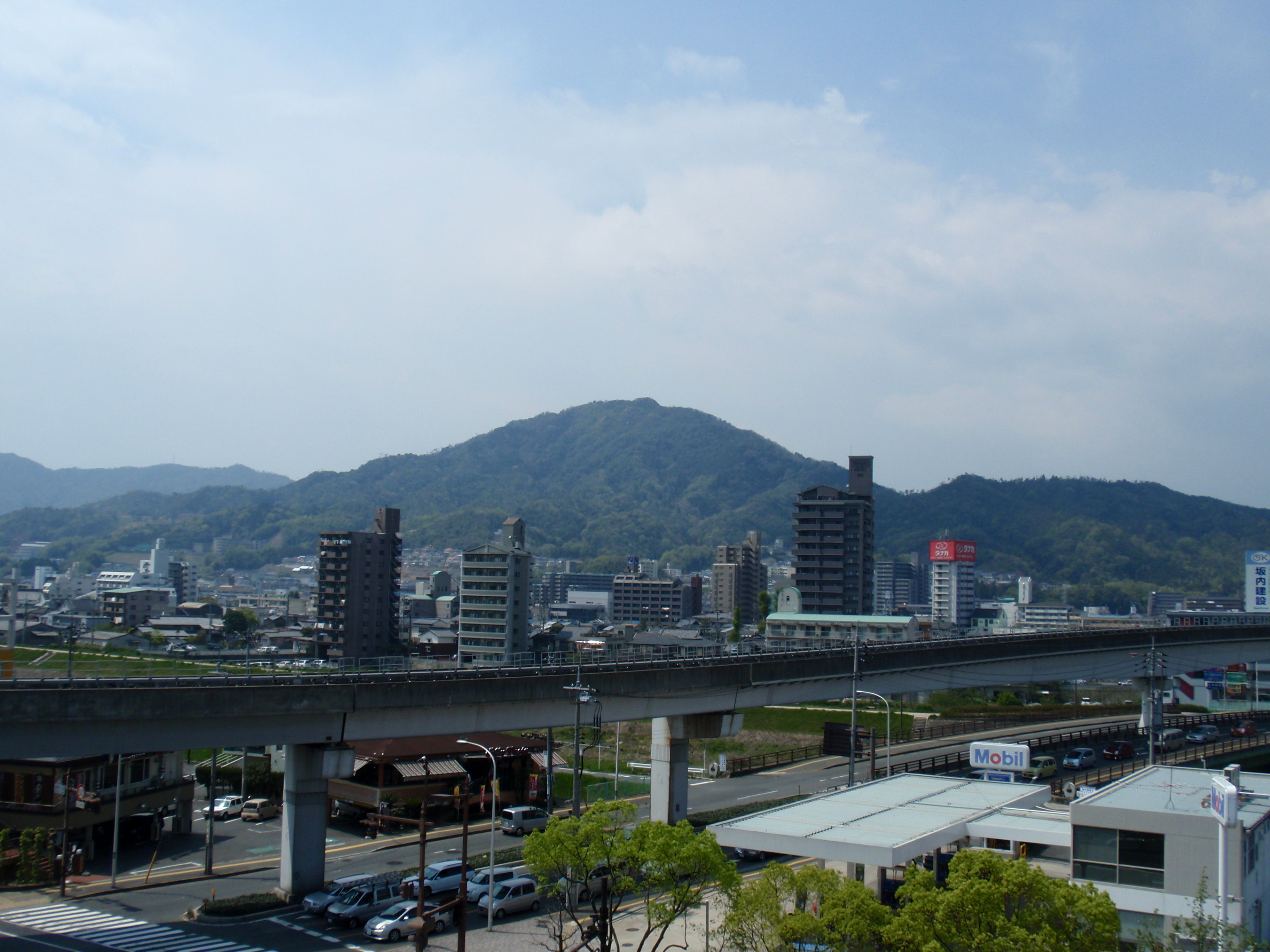
محل قلعه کانایاما (استان هیروشیما)، یک قلعه کوهستانی عظیم که توسط 50 kuruwa (دیوار دفاعی قلعه) احاطه شده است، در بالای ۴۱۱ متری کوه تاکدا، ساخته شده در انتهای دوره کاماکورا، مقر آکی تاکدا

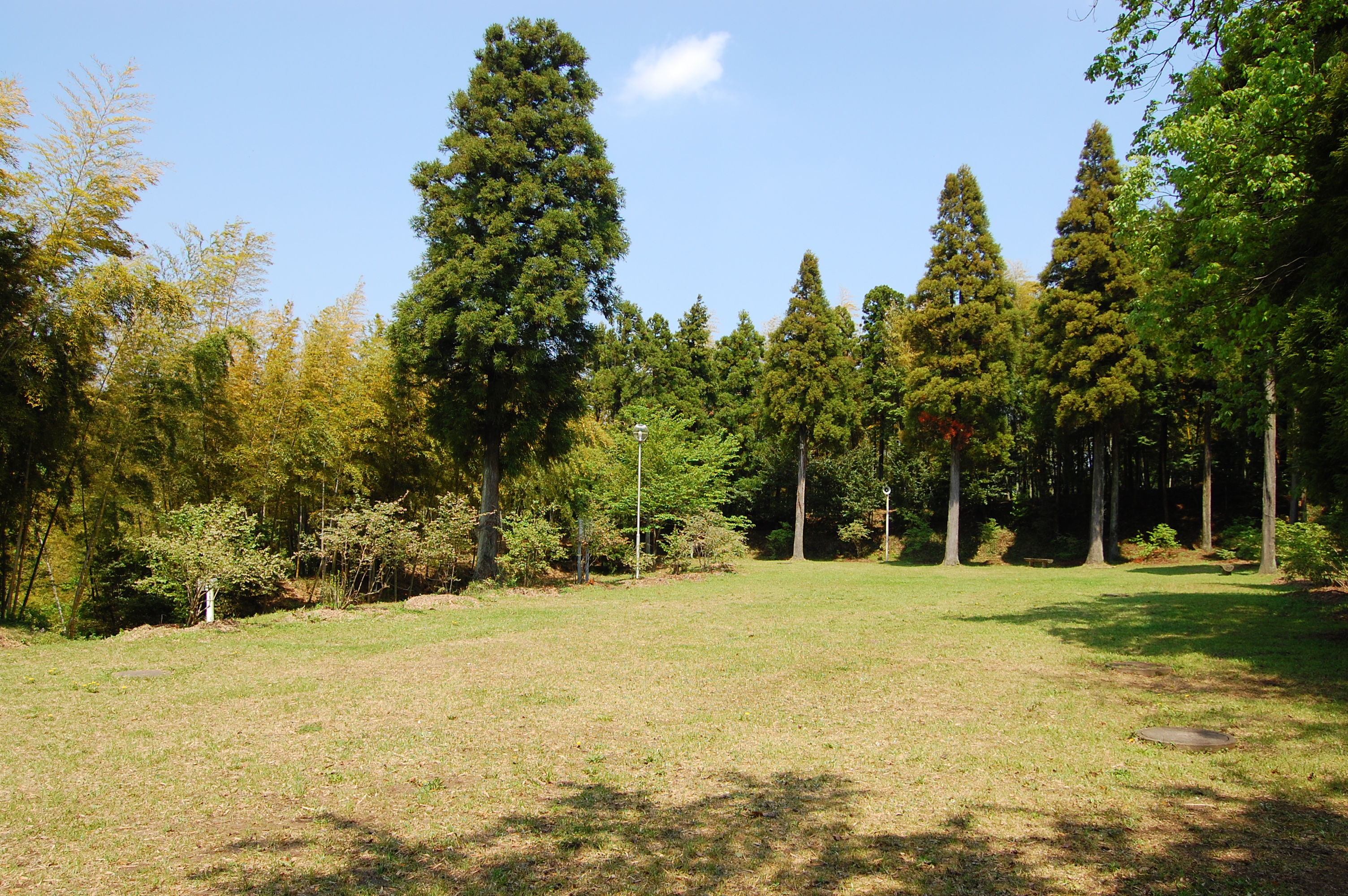
سایت قلعه ماری یاسو (کیسارازو، چیبا، استان چیبا)، تصویر (ورودی قلعه)، جایگاه کازوسا تاکدا

سه شاخه بزرگ کادتی از خاندان تاکدا در سراسر ژاپن به همراه چندین شاخه کوچکتر تأسیس شد. به دلیل تأسیس این شاخه‌ها، از خاندان اصلی تاکدا در ولایت کای به عنوان خاندان کای تاکدا نیز یاد می‌شود.

### آکی تاکدا
آکی تاکدا، که در ولایت آکی در بخش غربی امروزی استان هیروشیما تأسیس شد.
تاکدا نوبومیتسو (۱۱۶۲–۱۲۴۸)، شوگوی کای، در سال ۱۲۲۱ فرمانداری ولایت آکی را دریافت کرد.
تاکدا نوبوتاکه († ۱۳۶۲) آخرین تاکدا «شوگو» از دو ولایت کای و آکی بود. پسر بزرگش نوبوناری کای و اوجینوبو کوچکتر ولایت آکی را دریافت کرد.

### واکاسا تاکدا
آکی تاکدا در سال ۱۴۴۰ به فرمانداری ولایت واکاسا منصوب شد. خاندان واکاسا تاکدا در ولایت واکاسا در جنوب امروزی استان فوکویی تأسیس شد و در سال ۱۵۰۰، زمانی که تاکدا موتونوبو (تاکدا موتونوبو) از ولایت آکی جدا شد. ۱۴۶۱–۱۵۲۱) بر واکاسا حکومت می‌کرد، در حالی که عمویش تاکدا موتوتسونا (۱۴۴۱–۱۵۰۵) بر آکی حکومت می‌کرد.

### کازوسا تاکدا
خاندان کازوسا تاکدا که در آغاز دوره سنگوکو در ولایت کازوسا در منطقه مرکزی امروزی استان چیبا تأسیس شد. همراه با خاندان ساتومی از ولایت آوا (چیبا) در بخش جنوبی استان چیبا کنونی، دو خاندان جایگزین تسلط خاندان چیبا در منطقه شدند. کازوسا تاکدا با نام ماریاتسو تاکدا نیز شناخته می‌شود که اشاره ای به پایگاه قدرت آنها، قلعه ماری یاتسو است.

## افراد مشهور از خاندان کای تاکدا، تاکدا شینگن

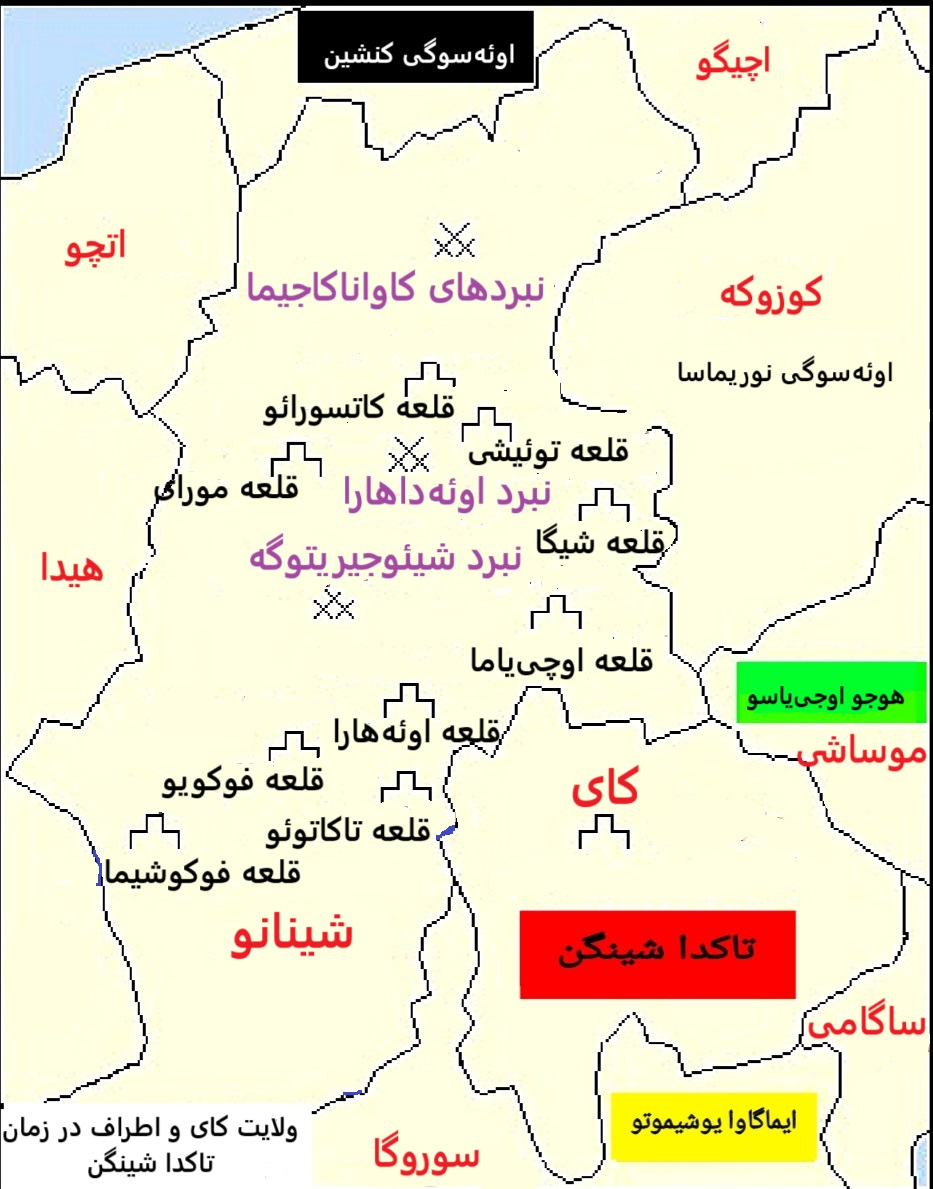
ولایت کای در زمان تاکدا شینگن

نام تاکدا شینگن در سراسر جهان شناخته شده است، اما نام اصلی او «تاکدا هارونوبو» است. در سال ۱۵۳۶ (سال پنجم از دوره تنبون)، زمانی که تاکدا شینگن گنپوکو (مراسم بلوغ) خود را جشن گرفت، یک حرف کانجی (هارو) از آشیکاگا یوشی‌هارو، دوازدهمین شوگون شوگون‌سالاری موروماچی را دریافت کرد و شروع به نامیدن خود «تاکدا هارونوبو» کرد. بیشتر عمر او به نبرد گذشت و در نهایت موفق شد که ولایت شینانو، ولایت سوروگا، ولایت کوزوکه، ولایت توتومی، ولایت میکاوا و بخش‌هایی از ولایت مینو و ولایت هیدا را تصرف کند.
اجداد خاندان تاکدا خاندان سیوا گنجی بود و آن‌ها نسب یکسانی با خاندان آشیکاگا شوگون‌های شوگون‌سالاری موروماچی دارند. نام معروف «شینگن» نامی بودایی است که او هنگام راهب شدن در سن ۳۹ سالگی از آن استفاده کرد.

### کودتا در ۲۱ سالگی
تاکدا شینگن در ۳ نوامبر ۱۵۲۱ به عنوان پسر ارشد خاندان کای-تاکدا، از نوادگان مستقیم خاندان کای-گنجی به دنیا آمد. نام دوران کودکی او «کاتسوچیو» (همچنین به عنوان «تارو» شناخته می‌شود) بود.
خاندان تاکدا، که شوگو-دایمیو (اربابان پرقدرت هم از نظر نظامی و هم اقتصادی در شوگون‌سالاری آشیکاگا) ولایت کای بود، در دوره سنگوکو در زمان پدر تاکدا شینگن، تاکدا نوبوتورا، به یک سنگوکودایمیو (اربابان پرقدرت هم از نظر نظامی و هم اقتصادی در دوره سنگوکو) تبدیل شد و پایه‌های خاندان تاکدا، که بعدها شکوفا شد، پایه‌گذاری شد.
تاکدا شینگن هم در هنرهای رزمی و هم در رشته‌های آکادمیک آنقدر با استعداد بود که از او به عنوان یک کودک اعجوبه یاد می‌شد. راهبی که مسئول آموزش او بود تحت تأثیر قرار گرفت زیرا تاکدا شینگن نوجوان تمام مطالب کتابی به نام تیکین اورای (庭訓往来)  را که قوانین سامورایی را توصیف می‌کند، در چند روز حفظ کرده بود او حتی کتاب‌های استراتژی نظامی چینی مانند هنر رزم «سونشی» و سه استراتژی هوانگ شیگونگ «سانریاکو» را تدریس می‌کرد. حکایات بسیار زیاد دیگری در مورد تاکدا شینگن وجود دارد که گفته می‌شد او یک اعجوبه است.
با این حال، تاکدا نوبوتورا از پسرش تاکدا شینگن باهوش متنفر بود و گفته می‌شود که قصد داشت ریاست خانواده را به پسر کوچکترش تاکدا نوبوشیگه بسپارد؛ بنابراین، در سن ۲۱ سالگی، تاکدا شینگن، ملازمان ارشد خود را به سمت خود برگرداند و پدرش را به تبعید فرستاد و به به شوهرخواهر خود ایماگاوا یوشیموتو در استان شیزوئوکای کنونی، سپرد. چندین نظریه دیگر در مورد اینکه چرا تاکدا شینگن پدرش را تبعید کرد وجود دارد، از جمله اینکه ملازمان او از جنگ‌های مکرر خسته شده بودند و مشکلاتی در سیاست و فرمانروایی او بر ولایت کای وجود داشت. در هر صورت، توانایی تاکدا نوبوتورا برای رهبری خاندان تاکدا به حد غیرقابل پذیرشی رسیده بود.
این به اصطلاح یک گکوکوجو (به معنای «سرنگونی یا فراتر رفتن از مافوق») است، که در دوره سنگوکو رایج بود، و چندان غیر معمول نبود که قدرت طلبان والدین یا برادر خود را بکشند و ریاست خانواده را غصب کنند. در همین حال، تاکدا شینگن موفق شد بدون کشتن پدر یا برادر کوچکترش، ریاست خانواده را به ارث ببرد.
تاکدا شینگن هر سال مقدار زیادی پول برای مخارج زندگی به پدرش می‌فرستاد و تاکدا نوبوتورا از پسرش تاکدا شینگن بیشتر زنده ماند. برادر کوچکتر او، تاکدا نوبوشیگه، از تاکدا شینگن به عنوان معاون ژنرال قوی‌ترین سپاه تاکدا حمایت می‌کرد و گفته می‌شود که برادران روابط خوبی داشتند.

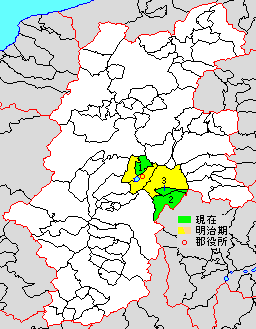
نقشه ناحیه سووا، ناگانو

تاکدا شینگن که پس از بیرون راندن پدرش رهبری خاندان تاکدا را به دست گرفت و ناحیه سووا در ولایت شینانو (اکنون استان ناگانو) را به عنوان اولین مقصد تهاجم خود انتخاب کرد. خواهر کوچکتر تاکدا شینگن با سووا یوریشیگه ازدواج کرده بود و به همین دلیل، سووا یوریشیگه با پدرش تاکدا نوبوتورا رابطه نزدیکی داشت و این خطر وجود داشت که او با تاکدا شینگن دشمنی کرده و به کای حمله کند.
در سال ۱۵۴۲ (تنبون ۱۱)، ارتش تاکدا پس از سقوط قلعه اوئه‌هارا، محل سکونت خاندان سووا که بر ناحیه سووا، ناگانو حکومت می‌کرد، قلعه کووابارا را محاصره کرد. او تحت عنوان صلح، سرپرست خانواده، سووا یوریشیگه را فریب داد و او را مجبور به خودکشی کرد.
پس از آن، او پسر سووا یوریشیگه، «تورائو» را به عنوان جانشین خود منصوب کرد و خاندان سووا را مطیع خود کرد. از آن زمان به بعد، ناحیه سووا پایگاه حمله به ولایت شینانو شد.
با این حال، تهاجم ولایت شینانو آنطور که تاکدا شینگن امیدوار بود پیش نرفت. این به دلیل حضور افراد با نفوذی مانند خاندان اوگاساوارا بود؛ بنابراین طرفین جنگ روانی را برای دستیابی به «پیروزی بدون جنگ» انجام دادند. تاکدا شینگن در هنگام حمله به قلعه‌ها قادر به انجام کارهای وحشتناکی بود، مانند چیدن سر سربازان دشمن در خارج از قلعه برای کاهش روحیه آنها و تبدیل زنان و کودکان دشمن به نوکر و خدمتکار. این راهبردی برای ایجاد ترس در افراد قدرتمند اطراف و کسب پیروزی بدون جنگ بود تا از قدرت ارتش خود تا حد ممکن کاسته نشود.
در سال ۱۵۴۸ (تنبون ۱۷)، ارتش تاکدا شینگن بسیاری از فرماندهان نظامی برجسته را در درگیری با ارتش خاندان موراکامی از دست داد. نبرد اوئه‌داهارا (۱۵۴۸) در نهایت اولین نبرد بازنده تاکدا شینگن بود.
پس از آن درگیری با خاندان موراکامی ادامه یافت و سرانجام در سال ۱۵۵۳ پایان یافت (تنبون ۲۲). ارتش تاکدا شینگن به قلعه کاتسورائو، محل سکونت خاندان موراکامی نزدیک شد و خاندان موراکامی اراده جنگیدن را از دست داد و بدون جنگ به ولایت ایچیگو (استان نیگاتا فعلی) گریخت.

### قدرت تاکدا شینگن با اتحاد سه‌گانه افزایش می‌یابد

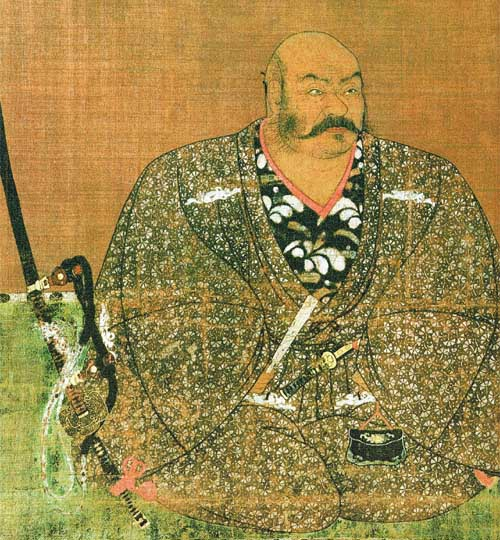
تصویری نفاشی شده از تاکدا شینگن

تاکدا شینگن، که دو بار توسط خاندان موراکامی در تهاجم به ولایت شینانو شکست خورده بود، به شدت از مشکلات مبارزه واقعی آگاه بود.
در همین حال، در سال ۱۵۵۴ (تنبون ۲۳)، در حالی که متحد آنها، خاندان ایماگاوا، در حال حمله به ولایت میکاوا (استان آیچی شرقی کنونی) بود، خاندان هوجوی اخیر از ولایت ساگامی (استان کاناگاوا کنونی) از این فرصت برای حمله به خاندان ایماگاوا استفاده کرد. در پاسخ به این موضوع، تاکدا شینگن بلافاصله به حمایت از خاندان ایماگاوا رفت و خاندان هوجو را به عقب راند.
با این حال، نه تنها خاندان ایماگاوا و خاندان تاکدا، بلکه خاندان ایماگاوا و خاندان هوجوی اخیر نیز مدت‌ها از طریق ازدواج به هم مرتبط بودند، اگرچه رابطه آنها ضعیف تر شده بود. علاوه بر این، خاندان ایماگاوا عمدتاً به سمت غرب، خاندان هوجو به سمت شرق، و خاندان تاکدا به سمت شمال حمله می‌کردند، بنابراین مناطقی که هر یک می‌خواستند نفوذ خود را گسترش دهند، همپوشانی نداشتند.
تصور می‌شد که بهتر است این سه ولایت با همدیگر همکاری کنند، بنابراین تحت اتحاد سه ولایت کوسوسون، سه ازدواج بین این سه خاندان انجام شد:
- دختر هوجو اوجی‌یاسو به نام هایاکاوا دونو با ایماگاوا اوجیزانه
- دختر تاکدا شینگن به نام اوبائین با پسر هوجو اوجی‌یاسو، هوجو اوجیماسا
- دختر ایماگاوا یوشیموتو به نام ریشو این 嶺松院 با پسر ارشد شینگن تاکدا یوشی‌نوبو

با این کار تاکدا شینگن که از حمایت اربابان فئودال دو ولایت مجاور برخوردار بود، به شتاب خود برای گسترش ولایت کای ادامه داد.

### قدرت ارتش تاکدا
پس از اینکه او ریاست خاندان را به ارث برد، زندگی تاکدا شینگن پر از جنگ شد. او برای توسعه ولایت کای که در میان کوه‌ها احاطه شده بود و زمین کشاورزی نداشت، چاره‌ای جز پیروزی در جنگ و گسترش قلمرو خود نداشت. تاکدا شینگن معتقد بود که جلب حمایت مردم قلمروش از طریق تصرف قلمرو، پاداش دادن به ملازمانش و ثروتمند کردن ولایت کای بسیار مهم است.
همچنین گفته می‌شود که تاکدا شینگن همیشه توصیه می‌کرد که شکست نخوردن از پیروزی در یک نبرد مهم‌تر است و به شدت نسبت به «برد بیش از حد» هشدار می‌داد. این نظریه به این دلیل بود که عقیده داشت اگر شما با قاطعیت پیروز شوید، مغرور می‌شوید و حریف شما محتاط می‌شود. نظریه تاکدا شینگن این بود که بهترین کاری که می‌توان انجام داد، «تساوی» یا «یک پیروزی کوچک» است.
چیزی که تاکدا شینگن واقع بینانه بیش از هر چیز ارزش قائل بود جمع‌آوری اطلاعات بود. او به جنگ نمی‌رفت مگر اینکه حریف خود را به‌طور کامل بررسی کرده بود و مطمئن بود که شکست نخواهد خورد.
همچنین به خوبی شناخته شده است که او نینجاهایی به نام میتسومونو داشت که فعالیت‌های جاسوسی انجام می‌دادند. گفته می‌شود که با وجود اینکه او در کای بود، هر گوشه ژاپن را می‌شناخت، بنابراین عجیب نیست که اودا نوبوناگا از تاکدا شینگن واهمه داشت.

پرچم اوماجیروشی فورینکازان متعلق به تاکدا شینگن؛ قرن شانزدهم میلادی.

فورینکازان (به معنای لغوی «باد، جنگل، آتش و کوهستان»)، پرچم جنگی تاکدا شینگن بود که از ۱۴ حرف کانجی حک شده بر روی پرچم می‌آید. «سرعت مانند باد است، کندی مانند یک جنگل، تهاجم مانند آتش است، و بی حرکتی مانند یک کوه است.».
گفته می‌شود که پرچم نظامی فورینکازان علاوه بر هشدار در جنگ، باعث ترس بسیاری از فئودال‌های دوره سنگوکو شده است.

### یاماموتو کانسوکه، تاکتیک‌دانی که پشت صحنه از تاکدا شینگن حمایت می‌کرد
گفته می‌شود یاماموتو کانسوکه به عنوان یک تاکتیک دان در خدمت تاکدا شینگن بوده است و گفته می‌شود که به عنوان مغز پشت ارتش تاکدا خدمت می‌کرده و در مورد استراتژی‌های متعدد به تاکدا شینگن مشاوره می‌داده است. با این حال، او شخصیتی مرموز است و اطلاعات تاریخی کمی در مورد او موجود است.
زمانی حتی این نظریه وجود داشت که یاماموتو کانسوکه واقعاً وجود تاریخی ندارد. در نهایت با کشف یک سند تاریخی که نام یاماموتو کانسوکه روی آن نوشته شده بود، این موضوع تکذیب شد.

### نبردهای کاواناکاجیما
تاکدا شینگن که به عنوان قوی‌ترین جنگ‌سالاران دوره سنگوکو شناخته می‌شد، در کنار دایمیو ولایت اچیگو، اوئه‌سوگی کنشین، که به دلیل مهارتش در نبرد به «خدای جنگ» شهرت داشت، رقیبی شایسته داشت. به آن «ببر» می‌گویند. تاکدا شینگن و اوئه‌سوگی کنشین در طی ۱۱ سال از ۱۵۵۳ تا ۱۵۶۴ (۱۵۵۳ تا ۱۵۶۴) پنج بار برای تصرف ولایت شینانو که بین قلمروهای یکدیگر قرار گرفته بود، با هم جنگیدند.
با این حال، اگرچه تاکدا شینگن و اوئه‌سوگی کنشین درگیری داشتند، گفته می‌شود که درگیری‌های خشونت‌آمیز واقعی کم بوده است. آسیب عمده به طرف تاکدا شینگن در طول «نبرد اول کاواناکاجیما» رخ داد، جایی که کنشین اوئه‌سوگی در پاسخ به درخواست امداد از خاندان موراکامی ولایت شینانو به جبهه رفت. در «پنجمین نبردهای کاواناکاجیما»، دو طرف فقط به یکدیگر خیره شدند و حتی با هم برخورد نکردند.
این به دلیل تفاوت در هدف بین این دو بود. هدف تاکدا شینگن حمله و کنترل ولایت شینانو بود، در حالی که هدف اوئه‌سوگی کنشین محافظت از ولایت ایچیگو بود.
در واقع، زمانی که تاکدا شینگن سعی کرد به ایچیگو حمله کند، اوئه‌سوگی کنشین به شدت مقاومت کرد و تاکدا شینگن را شکست داد.
نظریه ای وجود دارد که دوستی بین این دو وجود داشته است، و نظریه دیگری مبنی براینکه اوئه‌سوگی کنشین از تاکدا شینگن متنفر بوده است، اما اعتقاد بر این است که حداقل تاکدا شینگن به درستی و انسانیت عمیق اوئه‌سوگی پی برده است. به عنوان یک حکایت معروف، در کویو گونکان (کتاب تاریخی در مورد رخدادهای نظامی در خاندان تاکدا) نوشته شده است که وقتی تاکدا شینگن درگذشت، او پیامی برای پسر و جانشین خود، تاکدا کاتسویوری گذاشت و گفت: «اگر دچار مشکل شدید، به کنشین در ایچیگو تکیه کنید.»
خاندان کای-تاکدا در زمان رهبری و قدرت تاکدا کاتسویوری نابود شد، اما گفته می‌شود که اگر تاکدا کاتسویوری بر اساس وصیت پدرش به اوئه‌سوگی کنشین تکیه می‌کرد، ممکن بود از این سقوط جلوگیری شود.
تاکدا شینگن به کار برای گسترش قلمرو خود ادامه داد. در سال ۱۵۶۷ (سال دهم ایروکو)، او به خاندان هوجو در ولایت موساشی (در اطراف توکیو و استان سایتامای کنونی) حمله کرد.

## حمله به سوروگا

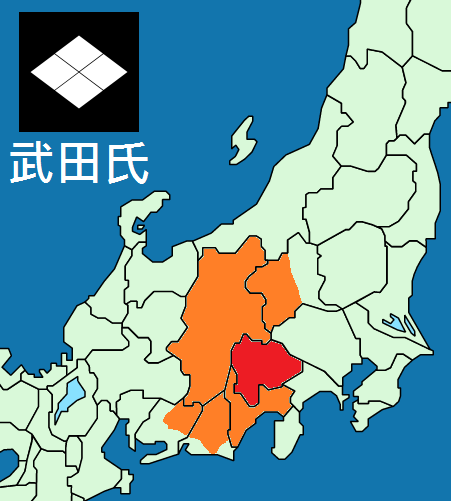
قلمرو خاندان تاکدا در سال ۱۵۷۲ یک سال قبل از مرگ تاکدا شینگن

با این حال، سال بعد، در سال ۱۵۶۸ (ایروکو ۱۱)، او به‌طور ناگهانی اتحاد خود با خاندان ایماگاوا را شکست و ولایت سوروگا را اشغال کرد. استدلال تاکدا شینگن این بود که بهتر است این ولایت به توسط یکی از اقوام تصرف شود تا اینکه توسط توکوگاوا ایه‌یاسو از ولایت میکاوا، که در حال رشد قدرت بود، تصرف شود.
این تهاجم به ولایت سوروگا آغاز دشمنی با خاندان ایماگاوا در ولایت سوروگا، خاندان توکوگاوا در ولایت میکاوا و خاندان هوجو در ولایت ساگامی بود. به این ترتیب شبکه محاصره تاکدا ساخته شد. تاکدا شینگن که در مخمصه‌ای قرار داشت، استراتژی ابداع کرد و به قلعه اوداوارا (شهر اوداوارا، استان کاناگاوا) و قلعه‌های شاخه‌های خاندان هوجوی اخیر حمله کرد و ارتش هوجو را مجبور به عقب‌نشینی از ولایت سوروگا کرد.
در نتیجه، ارتش هوجو مجبور به بازگشت به ساگامی شد و پس از عقب‌نشینی، ولایت سوروگا را دوباره اشغال کردند. پس از آن، خاندان تاکدا و خاندان هوجو در سال ۱۵۷۱ (سال دوم گنکی) صلح کردند و دوباره اتحاد تشکیل دادند.
در سال ۱۵۷۱ (سال دوم گنکی)، درگیری بین اودا نوبوناگا، که به کیوتو رفته بود و آشیکاگا یوشی‌آکی، پانزدهمین ژنرال شوگون‌سالاری موروماچی، جدی شد. تاکدا شینگن همچنین هدفش شکست اودا نوبوناگا بود به طرف کیوتو حرکت کرد و به ولایت توتومی (استان شیزوئوکا غربی امروزی) و ولایت میکاوا، قلمرو توکوگاوا ایه‌یاسو، متحد اودا نوبوناگا، حمله کرد.
در سال ۱۵۷۲ (سال سوم گنکی)، او سرانجام ارتش توکوگاوا را در نبرد میکاتاگاهارا در ولایت توتومی شکست داد. سال بعد، ۱۵۷۳ (سال چهارم گنکی)، او قلعه نودا (شهر شینشیرو کنونی، استان آیچی)، یک مکان کلیدی در شرق ولایت میکاوا را تصرف کرد.
ولایت اُواری (استان آیچی غربی امروزی)، پایگاه اصلی اودا نوبوناگا، نیز همین نزدیکی بود. در این زمان، دارایی‌های خاندان تاکدا به ۱٫۲ میلیون ککو رسیده بود که شامل بخش‌هایی از ولایت کای، ولایت شینانو، ولایت سوروگا، ولایت اومی، ولایت هیدا، ولایت میکاوا و ولایت کوزوکه می‌شد. با این حال، پیشروی خاندان تاکدا در همین‌جا به پایان رسید.

### مرگ تاکدا شینگن
پس از سقوط قلعه نودا، بیماری مزمن تاکدا شینگن بدتر شد. پس از سرفه‌های مکرر خون، سرانجام ارتش تاکدا تصمیم گرفت به کای عقب‌نشینی کند. در آوریل ۱۵۷۳، تاکدا شینگن هرگز از بیماری خود بهبود نیافت و در سن ۵۳ سالگی در راه بازگشت به کای درگذشت.
تاکدا شینگن وصیت کرد که مرگ خود را به مدت سه سال مخفی نگه دارد، اما در عصری که جاسوسان در پشت صحنه کار می‌کردند، اطلاعات به بیرون درز کرد. اودا نوبوناگا بیش از هر کس دیگری از اینکه تهدید تاکدا شینگن از بین رفته بود، راحت شد. در اوت همان سال، اودا نوبوناگا، شوگون آشیکاگا یوشی‌آکی را اخراج کرد و شوگون‌سالاری موروماچی سقوط کرد.